# Ljudska lubanja
Ljudska lubanja (lat. cranium) oslonjena je na vrh kralježnice, ovalnog je oblika i šira straga nego sprijeda. Sastavljena je od niza plosantih i nepravilnih kostiju koje su sve, izuzev donje čeljusti, nepomično uzglobljene.
Sastoji se od dvaju dijelova:
- neurokranij (lat. neurocranium)[1] u kojemu je smješten i zaštićen mozak, čini 8 kostiju:
  - zatiljna kost
  - 2 tjemene kosti
  - čeona kost
  - 2 sljepoočne kosti
  - klinasta kost
  - rešetnica
- kostur lica (lat. splanchnocranium ili viscerocranium), čini 14 kostiju:
  - 2 nosne kosti
  - 2 gornje čeljusti
  - 2 suzne kosti
  - 2 jagodične kosti
  - 2 nepčane kosti
  - 2 donje nosne školjke
  - raonik
  - donja čeljust

Donja nosna školjka, suzne kosti, nosne kosti i raonik se zbog svog razvoja također mogu smatrati kostima neurokranija.
Jezična kost smještena je u korijenu jezika i svezama pričvršćena za lubanju.

## Kosti lubanje
Kosti lubanje međusobno su čvrsto povezane u čahure koje štite mozak. Na potiljačnoj kosti nalaze se otvori kojim je lubanjska šupljina povezana s kralježničkim kanalom. S obje strane potiljačnog otvora nalaze se zglobne jabučice, koje su uzglobljene sa zglobnim čašicama prvog pršljenja kralježnice.

## Vanjske poveznice
Ovaj je članak vjerno prenesen iz XX. izdanja Anatomije ljudskog tijela Henryja Graya koje je u javnom vlasništvu. Iako je prilagođen službenom anatomskom nazivlju, budući da se radi o izdanju iz 1918., zastarjeli podaci nisu isključeni. Slobodno ispravite svaku netočnost na koju naiđete.